# Irena Skružná
Irena Skružná, rozená Havlínová (2. dubna 1918, Volyň – 3. listopadu 2003, Praha) patří mezi první české dabingové režisérky, spolu s Blankou Novákovou a Věrou Barešovou. České verze filmů, na kterých spolupracovala, se během let staly dabingovou klasikou. Zasloužila se o to, že se kdysi zrodil pojem „česká dabingová škola“.

## Stručný životopis
Rodiče se seznámili v Národním domě na Vinohradech. Matka byla volyňská Češka narozená na Ukrajině, otec přijel za ní na Volyň, kde se vzali a kde se i Irena Skružná narodila. Psát se učila nejprve německy (vychovatelka byla Němka), později se naučila ukrajinsky a rusky, doma hovořili česky. V osmi letech ji otec poslal se strýcem, s jednou ze dvou sestrou a se sestřenicí do Čech, kde začala chodit do základní školy a posléze na ruské gymnázium. Rodiče přijeli z Volyně do Čech v roce 1932, kdy bylo Ireně Skružné 14 let. Před válkou začala studovat svůj nejoblíbenější předmět matematiku na ČVUT. Po první státní zkoušce přišla válka a vysoké školy byly zavřeny.
Za války se Irena Skružná vdala, její manžel Bohuslav "Boba" Skružný měl čtyři sourozence, po smrti jeho rodičů se o mladší starali. Také jim zůstala sirotčí koncese na restauraci, kde Irena Skružná na čas pracovala jako vedoucí.
Po válce se ke studiu nevrátila. V roce 1945 nastoupila do Dovozu a vývozu filmů jako překladatelka.

## Profesní dráha
Nejprve překládala filmové podtitulky (např. k filmu Na širém moři kamarád, 1948, Příběh opravdového člověka, 1949), komentáře k dokumentům a pak teprve pro dabing hraných filmů. Od roku 1949 spolupracovala se Studiem pro úpravu zahraničních filmů (SÚZF), resp. pozdějším Filmovým studiem Barrandov dabing (FSBD) jako překladatelka, od roku 1950 jako úpravkyně dialogů a režisérka. Od 2. poloviny 60. let se podílela i na českém znění zahraničních filmů pro ČST a v roce 1964 spolu s režisérem Ludvíkem Žáčkem a režisérkou Blankou Novákovou pomáhali zakládat dabingové studio ČST v Brně. Překládala především z ruštiny, několik málo filmů z francouzštiny, ale ovládala i němčinu, pasivně angličtinu.
Na začátku byli jejími vzory režiséři Miroslav Gebert (režisér prvního poválečného českého dabingu celovečerního hraného filmu Nebezpečná křižovatka, pro který přeložila dialogy) a Josef Hašler. První filmy, které samostatně režírovala, byly ruské filmy Klec (1950) a Vládce vzduchu (1950). Dabingové režii se věnovala až do roku 1980.
Ke konci své kariéry se Irena Skružná vrátila od režie k úpravě dialogů pro Filmové studio Barrandov dabing a ČST. Její poslední prací byla v roce 1994 úprava dialogů pro ČT k filmu Ptáčnice v hlavní roli s Annie Girardotovou (překlad: Lubomír Bartoš, režie českého znění: Marie Fronková).

## Ocenění
V roce 1998 v rámci Cen Františka Filipovského v Přelouči byla Irena Skružná oceněna za celoživotní mistrovství v překladu, režii a úpravě audiovizuálních děl.

## Filmografie
Mezi nejpopulárnější české verze zahraničních filmů Ireny Skružné patří např. Knoflíková válka (1963), Někdo to rád horké (1966), Manželství po italsku (1967), Nezkrotná Angelika (1969), Fantomas se zlobí (1975), Fantomas kontra Scotland Yard (1976), Vrátný od Maxima (1978) či některé filmy s Louisem de Funésem (Četník v New Yorku, 1967, Četník ve výslužbě, 1971, Křidýlko nebo stehýnko, 1976). Spolupracovala s předními herci a herečkami, např. s Václavem Voskou, Vladimírem Rážem, Svatoplukem Benešem, Eduardem Cupákem, Luďkem Munzarem, Miroslavem Moravcem, Vladimírem Brabcem, Ladislavem Županičem, Viktorem Preissem, Jaroslavou Adamovou, Libuší Švormovou, Janou Hlaváčovou, Janou Preissovou, Blankou Bohdanovou, Věrou Galatíkovou a mnoha dalšími.

### Režie českého znění, resp. režie a české dialogy
- 1950 Vládce vzduchu (Československý státní film, SSSR)
- 1950 Klec (překlad, úprava dialogů a režie I. S. spolu s Blankou Novákovou, Československý státní film, NDR)
- 1951 První depeše (Československý státní film, SSSR)
- 1951 Daleko od Moskvy (Československý státní film, SSSR)
- 1951 Bílý tesák (SÚZF, SSSR)
- 1952 Zlomená pouta (SÚZF, SSSR)
- 1952 Rudá vlajka na zelené skále (SÚZF, Čína)
- 1952 Rytíř zlaté hvězdy (SÚZF, SSSR)
- 1953 Zlomená pouta (SÚZF, SSSR)
- 1953 Tankista Andráš (SÚZF, Maďarsko)
- 1953 Tajná akta Solvay (SÚZF, NDR)
- 1953 Rudá vlajka na zelené skále (SÚZF, Čína)
- 1953 Nerozluční přátelé (překlad: Vladimír Tosek, SÚZF, SSSR)
- 1954 Stíny (SÚZF, SSSR)
- 1954 Malý Muk (překlad: Štefan Kovářík, dialogy: Oldřich Kautský, SÚZF, NDR)
- 1955 Okřídlený dopis
- 1955 Velká rodina (dialogy: Blanka Nováková, SÚZF, SSSR)
- 1955 Střela letí do pohádky (SÚZF, SSSR)
- 1957 Zlaté věže (SÚZF, SSSR)
- 1957 Na jedné stanici (dialogy: Jaromír Kerouš, SÚZF, SSSR)
- 1958 Točité schody (dialogy: Sándor Kosnar, SÚZF, Maďarsko)
- 1959 Zase čtyřka (dialogy: Blanka Nováková, SÚZF, SSSR)
- 1959 V jednom carství
- 1959 Statečný Aicho
- 1959 Porušený slib (dialogy: Blanka Nováková, SÚZF, SSSR)
- 1959 Péťa a červená karkulka (překlad: Jaromíra Kryslová, SÚZF, SSSR)
- 1959 Paní Twardovská (překlad: Jaroslav Závada, SÚZF, Polsko)
- 1959 Nový míč
- 1959 Kozácký velitel (překlad: Bohumil Štěpánek, SSSR)
- 1959 Hříbeček domeček (překlad: Jaromíra Kryslová, SÚZF, SSSR)
- 1959 Drak (SÚZF, Francie, Čína)
- 1959 Dobrodružství v Bamsdorfu (dialogy: Jaromír Kerouš, SÚZF, NDR)
- 1960 Žízeň po životě (dialogy: Bohumil Štěpánek, SÚZF, USA)
- 1960 Zápisník majora Thompsona (dialogy: Eva Bezděková, SÚZF, Francie)
- 1960 Naše dopisovatelka (dialogy: Jaromíra Kryslová, SÚZF, SSSR)
- 1960 Luďka
- 1960 Jedeme za babičkou (dialogy: Miroslav Gebert, SÚFZ, NDR)
- 1960 Hudební skříňka (dialogy: Bohumil Štěpánek, SÚZF, Rumunsko)
- 1961 Vzkříšení (dialogy: Rudolf Vodička, SÚZF, SSSR)
- 1961 Vrabec abstinent (dialogy: Eva Bezděková, SÚZF, SSSR)
- 1961 Uprchlík (SÚZF, NDR)
- 1961 Tajemství pevnosti (dialogy: Jaromíra Kryslová, SÚZF, SSSR)
- 1961 Prostý příběh (dialogy: Jaromíra Kryslová, SÚZF, SSSR)
- 1961 Pavlík a Alík
- 1961 Okno dokořán (dialogy: Eva Bezděková, SÚZF, Francie)
- 1961 Na bludné cestě (dialogy: Bohumil Štěpánek, SÚZF, NDR)
- 1961 Město bez tváře (SÚZF, Maďarsko)
- 1961 Dobrodružství ve starém lese (dialogy: Bohumil Štěpánek, SÚZF, SSSR)
- 1961 Ali Baba a čtyřicet loupežníků (SÚZF, SSSR)
- 1962 Žízeň po životě (dialogy: Bohumil Štěpánek, SÚZF, USA)
- 1962 Prostý příběh (dialogy: Jaromíra Kryslová, SÚZF, SSSR)
- 1962 Nesnáze s kariérou (dialogy: Bohumil Štěpánek, SÚZF, Itálie)
- 1962 Kněžna de Cléves (dialogy: Bohumil Štěpánek, SÚZF, Francie, Itálie)
- 1963 Pohled s mostu (dialogy: Eva Bezděková, SÚZF, Francie, Itálie)
- 1963 Knoflíková válka (dialogy: Eva Bezděková, SÚZF, Francie)
- 1963 Dívka Rosemarie (dialogy: Blanka Nováková, SÚZF, NSR)
- 1964 Nyní i v hodinu mé smrti (dialogy: K. M. Walló, SÚZF, NDR)
- 1964 Meč a váhy (dialogy: Bohumil Štěpánek, SÚZF, Francie, Itálie)
- 1964 Království křivých zrcadel (dialogy: Oldřich Kautský, SÚZF, SSSR)
- 1964 Bílá velryba (režie i dialogy, překlad: Miroslav Gebert, SÚZF pro ČST Praha, USA)
- 1965 Ženich pro Annu Zaccheovou (dialogy: Oldřich Kautský, SÚZF pro ČST, Itálie)
- 1965 Útěk v řetězech (SÚZF pro ČST, USA)
- 1965 Smrt Belly (dialogy: Eva Bezděková, SÚZF, Francie)
- 1965 Sindibádova dobrodružství (USA)
- 1965 Puščik jede do Prahy (dialogy: Jaroslav Piskáček, SÚZF, SSSR)
- 1965 Petr Veliký (SÚZF pro ČST, SSSR)
- 1965 Liolá (dialogy: Bohumil Štěpánek, SÚZF, Itálie, Španělsko)
- 1965 Královská pohádka (dialogy: Vincenc Novotný, SÚZF, NDR)
- 1965 Chvějící se země (dialogy: Jaromír Studený, SÚZF, SSSR)
- 1966 Prachy a smůla (dialogy: Rudolf Vodička, SÚZF, Francie, Itálie)
- 1966 Past na Popelku (dialogy: Eva Bezděková, SÚZF, Francie, Itálie)
- 1966 Vítězství Robina Hooda (SÚZF pro ČST, Itálie, Jugoslávie)
- 1966 Tajemství starého zámku (SÚZF pro ČST, SSSR)
- 1966 Poslední příležitost (SÚZF pro ČST, Švýcarsko)
- 1966 Někdo to rád horké (překlad: Ivo T. Havlů, dialogy: Eva Bezděková, SÚZF, USA)
- 1966 Anna na krku (SÚZF pro ČST, SSSR)
- 1966 Aljoška na lovu (dialogy: K. M. Walló, SÚFZ, SSSR)
- 1967 Anna Kareninová (překlad: František Vrba, dialogy: František Vrba, Vladimír Horáček, SÚZF pro ČST, Velká Británie)
- 1967 Zločin v expresu (české dialogy: Bohumil Štěpánek, SÚZF, Francie)
- 1967 Velká země (dialogy: Miroslav Skala, ČST Brno, USA)
- 1967 Rocco a jeho bratři (dialogy: Oldřich Kautský, ČST Brno, Itálie, Francie)
- 1967 Noc plná překvapení (překlad: Oldřich Kautský, dialogy: Bohumil Štěpánek, SÚZF pro ČST, Itálie)
- 1967 Manželství po italsku (dialogy: Oldřich Kautský, SÚZF, Itálie, Francie)
- 1967 Chléb, láska a fantazie (dialogy: Vladimír Horáček, SÚZF, Itálie)
- 1967 Chléb, láska a žárlivost (dialogy: Vladimír Horáček, SÚZF, Itálie)
- 1967 Fifi pírko (SÚZF pro ČST, Francie)
- 1968 Ženich na inzerát (dialogy: Oldřich Kautský, SÚZF pro ČST, Itálie, Francie)
- 1968 Všichni domů (dialogy: Oldřich Kautský, SÚZF, Itálie, Francie)
- 1968 Přátelé kopretiny (dialogy: Jaroslav Piskáček, SÚZF, Francie, Itálie)
- 1968 Pohádka o caru Saltánovi (dialogy: Zdenka Bergrová, SÚZF, SSSR)
- 1968 Náčelník Velký had (dialogy: Bohumil Štěpánek, SÚZF, NDR)
- 1968 O Palečkovi (dialogy: Rudolf Vodička, SÚZF, Velká Británie, USA)
- 1968 Dámy a pánové (dialogy: Rudolf Vodička, SÚZF, Itálie, Francie)
- 1968 Četník v New Yorku (dialogy: Rudolf Vodička, SÚZF, Francie, Itálie)
- 1969 Tom Jones (dialogy: Rudolf Vodička, SÚZF pro ČST, Velká Británie)
- 1969 Quillerovo memorandum (dialogy: Rudolf Vodička, SÚZF, Velká Británie)
- 1969 Průvodce ženatého muže (dialogy: J. Z. Novák, SÚZF, USA)
- 1969 Poslední otisk (režie: I. S., dialogy: I. S. a Jana Sýkorová, SÚZF, Rumunsko)
- 1969 Nezkrotná Angelika (dialogy: Jaroslav Piskáček, SÚZF, Francie, NSR, Itálie)
- 1969 Anna Kareninová (režie i dialogy, SÚZF, SSSR)
- 1970 Tygr a kočička (dialogy: Rudolf Vodička, FSBD, Velká Británie)
- 1970 Planeta opic (dialogy: Vincenc Novotný, FSBD, USA)
- 1970 Údolí králů (dialogy: Bohumíra Peychlová, FSBD, Velká Británie)
- 1970 Ovčák Blesk (režie i dialogy, FSBD, Velká Británie)
- 1970 Největší případ komisaře Maigreta (dialogy: Jaroslav Piskáček, FSBD pro ČST, Rakousko, Francie, Itálie)
- 1970 Cvokové (režie i dialogy, FSBD, Francie, Itálie)
- 1970 Angelika a sultán (dialogy: Bohumil Štěpánek, FSBD, Francie, Itálie, NSR)
- 1971 Smrt filatelisty (režie i dialogy, FSBD, SSSR)
- 1971 Tetovaný (režie i dialogy, FSBD, Francie, Itálie)
- 1971 Lovec jelenů (režie i dialogy, FSBD, Rumunsko, Francie)
- 1971 Hibernatus (dialogy: Bohumil Štěpánek, FSBD, Francie, Itálie)
- 1971 Čtyři z tanku a pes (režie I. S.: jen některé díly, jiné Čeněk Duba, K. M. Walló, Věra Barešová, a Ladislav Helge, překlad: Jiří Hlaváč, dialogy: Jaroslav Piskáček, FSBD pro ČST, Polsko)
- 1971 Četník ve výslužbě (režie i dialogy, FSBD, Francie, Itálie)
- 1971 Červený stan (režie i dialogy, FSBD, Itálie, SSSR)
- 1972 V žáru noci (překlad a dialogy: Bohumil Štěpánek, FSBD, USA)
- 1972 Piti Piti Pa (režie i dialogy, FSBD, Francie)
- 1972 Oslí kůže (dialogy: Zdena Psůtková, FSBD, Francie)
- 1972 Na stromě (dialogy: Erich Sojka, FSBD, Francie, Itálie)
- 1972 Lev v zimě (dialogy: Zdena Psůtková, FSBD, Velká Británie)
- 1972 Hráč (režie i dialogy, FSBD, SSSR)
- 1972 Důstojníci (dialogy: Rudolf Vodička, FSBD, SSSR)
- 1972 Bullittův případ (režie i dialogy s F. B. Kuncem, FSBD, USA)
- 1972 ...a jitra jsou zde tichá (dialogy: Věra Barešová, FSBD, SSSR)
- 1973 Dokud nás smrt nerozdělí (překlad: Oldřich Černý, dialogy: Zdena Psůtková, FSBD pro ČST Praha, Velká Británie)
- 1973 Ztracený muž (režie i dialogy, FSBD, USA)
- 1973 Šípková Růženka (dialogy: Olga Walló, FSBD, NDR)
- 1973 O ptačí víle a statečném pastýři (dialogy: Erich Sojka, FSBD, SSSR)
- 1974 Mortadela (dialogy: Erich Sojka, FSBD, Itálie, Francie)
- 1974 Mlčení doktora Evanse (režie i dialogy, FSBD, SSSR)
- 1974 Malý dobrodruh (dialogy: Oldřich Černý, FSBD, Japonsko)
- 1974 Domovník (režie i dialogy, FSBD, Francie)
- 1974 Aladinova kouzelná lampa (režie i dialogy, FSBD, Francie)
- 1975 Tajuplný ostrov (dialogy: Marie Fronková, FSBD, Španělsko, Francie, Itálie, Kamerun)
- 1975 Řidičský průkaz (dialogy: Věra Barešová, FSBD, Francie, Itálie)
- 1975 Letní hosté (dialogy: Bohumil Štěpánek, FSBD, Francie)
- 1975 Fantomas se zlobí (dialogy: Marie Fronková, FSBD, Francie, Itálie)
- 1975 Cartouche (dialogy: Bedřich Fronk, FSBD, Francie, Itálie)
- 1975 Běží, běží po předměstí (dialogy: Marie Fronková, FSBD, Francie, Itálie)
- 1976 Vlaštovky a Amazonky (dialogy: Bohumíra Peychlová, FSBD, Velká Británie)
- 1976 Slyšte na druhé straně (dialogy: Věra Barešová, FSBD, SSSR, Mongolsko)
- 1976 Povídka o dobrých lidech (dialogy: Bohumíra Peychlová, FSBD, Jugoslávie)
- 1976 Klíčem je strach (dialogy: Věra Barešová, FSBD, Velká Británie)
- 1976 Afoňovo zmoudření (dialogy: Věra Barešová, FSBD, SSSR)
- 1977 Zlatá Sindibádova cesta (dialogy: Zdena Psůtková, FSBD, Velká Británie, USA)
- 1977 V knížecích službách (dialogy: Věra Barešová, FSBD, Rumunsko)
- 1977 Tisíc dnů s Annou (dialogy: Zdena Psůtková, FSBD pro ČST Praha, Velká Británie)
- 1977 Fantomas kontra Scotland Yard (režie i dialogy, FSBD pro ČST Praha, Francie, Itálie)
- 1977 Dokonalý plán (dialogy: Zdena Psůtková, FSBD, Německo)
- 1978 Vrátný od Maxima (režie i dialogy, FSBD, Francie)
- 1978 To jsem byl já (režie i dialogy, FSBD, Itálie)
- 1978 Situace je vážná, nikoli však zoufalá (dialogy: Marie Fronková, FSBD, Francie)
- 1978 Princ z dalekého světa (Rumunsko)
- 1978 Lidový román (překlad: Zdeněk Gazdík, dialogy: Jiří Křižan, FSBD pro ČST, Itálie)
- 1978 Klokánek Hip Hop: Klokánek a vlk (dialogy: Erich Sojka, FSBD, Polsko)
- 1978 Dům (režie i dialogy, FSBD, Jugoslávie)
- 1979 Záhadné zmizení (dialogy: Věra Pokojová, FSBD, SSSR)
- 1979 Křidýlko nebo stehýnko (režie i dialogy, FSBD, Francie)
- 1980 Žut (režie i dialogy, FSBD, NSR, Francie, Itálie, Jugoslávie)
- 1980 Smrt darebáka (režie i dialogy, FSBD, Francie)
- 1980 Smělé inkognito (režie i dialogy, FSBD, Itálie, Monako, NSR)
- 1980 Muž na střeše (režie i dialogy, FSBD, Švédsko)

### České dialogy
- 1959 Sportlandsko (režie: Ludvík Žáček, SÚZF, SSSR)
- 1959 Malý detektiv (dialogy Irena Skružná s Antonínem Klimešem, režie: Antonín Klimeš, SÚZF, KLDR)
- 1972 Velký flám (dialogy I. S. s F. B. Kuncem, režie: Ludvík Žáček, FSBD, Velká Británie)
- 1973 Velký šéf (režie: Bedřich Fronk, FSBD, Francie, Itálie)
- 1973 Bez motivu (dialogy I. S. s Bedřichem Fronkem, režie: Bedřich Fronk, FSBD, Francie, Itálie)
- 1974 Spálené stodoly (dialogy I. S. s Marií Fronkovou, režie: Bedřich Fronk, FSBD, Francie, Itálie)
- 1975 Podraz (The Sting, režie: Marie Fronková, FSBD, USA)
- 1976 Ulzana (dialogy I. S. s Bedřichem Fronkem, režie: Radovan Kalina, FSBD, NDR, SSSR, Rumunsko)
- 1976 Prémie (dialogy I. S. s Bedřichem Fronkem, režie: Bedřich Fronk, FSBD, SSSR)
- 1979 Jan Kryštof (5., 6., 8. díl, překlad: Helena Čechová, režie: Blanka Nováková, ČST Praha, Francie)
- 1982 Záletník (režie: Zdenek Sirový, FSBD, Francie)
- 1982 Jeden jako druhý (režie: Marie Fronková, FSBD, Španělsko)
- 1983 Sůl nad zlato (režie: Vít Olmer, FSBD, NSR, ČSSR)
- 1983 Miliónový brouk (režie: Marie Fronková, FSBD, Itálie)
- 1985 Podraz II (The Sting II, režie: Marie Fronková, FSBD, USA)
- 1988 Tři muži a nemluvně (dialogy I. S. s Marií Fronkovou, režie: Marie Fronková, FSBD, Francie)
- 1990 Černá listina (režie: Marie Fronková, FSBD, Francie)
- 1992 Podtrženo, sečteno! (režie: Marie Fronková, FSBD, Francie)
- 1993 Návrat sedmé roty (překlad: Jana Nikolovová, režie: Marie Fronková, TS Production pro Lucernafilm Video, Francie)
- 1994 Ptáčnice (překlad: Lubomír Bartoš, režie: Marie Fronková, ČT, Francie, Švýcarsko)

### Překlad
- 1949 Nebezpečná křižovatka (překlad I. S. s Věrou Těrechovou, provd. Barešovou, dialogy a režie: Miroslav Gebert, Distribuce Československého státního filmu)
- 1950 Pod cizím jménem (dialogy a režie: Josef Hašler, Československý státní film, SSSR)
- 1950 Puškin (dokumentární film, překlad komentáře: I. S., překlad veršů: Josef Hora, Petr Křička, Bohumil Mathesius, Československý státní film, SSSR)
- 1960 První den míru (dialogy: Jaromíra Kryslová, režie: Ludvík Žáček, SÚZF, SSSR)
- 1971 Bylo to v máji (dialogy a režie: Blanka Nováková, ČST, SSSR)